# Onežskij rajon
Il Onežskij rajon (in russo Онежский муниципальный район?) è un distretto dell'Oblast' di Arcangelo, Russia. Ha una superficie di 23.740 km2 ed una popolazione di 15.870 abitanti nel 2006.
Il capoluogo è Onega.